# Devatinagar, Shorapur
Devatinagar là một làng thuộc tehsil Shorapur, huyện Gulbarga, bang Karnataka, Ấn Độ.